# Oppidum d'Incheville
L'oppidum d'Incheville ou camp de Mortagne est un oppidum situé sur la commune d'Incheville, département de la Seine-Maritime, région Normandie.  Il fait l’objet d’une inscription au titre des monuments historiques depuis 1984.

## Localisation du site

Les peuples gaulois du Nord-Ouest de la France actuelle

Le site archéologique est localisé au lieudit le camp de Mortagne et dans la vallée de la Bresle. Le site est situé au sud-est du village. A 2,5 km se trouve le site archéologique de Briga.

## Description
Le site a une superficie de 28 ha même si Mortimer Wheeler a proposé 12 ha,.
La partie de l'oppidum attachée au plateau est protégée par un mur haut de 7 m à 8 m. Le rempart est d'une longueur de 82 m à 344 m.
Deux portes sont situées dans le rempart méridional.

## Histoire
Le site était peut-être la limite entre le territoire des Calètes et celui des Ambiens. Il appartenait peut-être à un petit peuple celui des Catuslugi.
Un skyphos daté du VIe ou Ve siècle av. J.-C. aurait été découvert dans la Bresle en 1872 et il est conservé au musée des antiquités de Rouen. 
L'abbé Cochet signale des sépultures découvertes à proximité et datées des IVe siècle et Ve siècle. Le mobilier découvert dans ces sépultures a intégré les collections du musée de la société des antiquaires de Picardie à Amiens.
L'oppidum en tant que tel n'a pas été fouillé. Le site a livré cependant des meules en silex et à proximité un four à tuiles romaines.
Le site est inscrit comme monument historique depuis le 3 février 1984.